# Плавання на Чемпіонаті світу з водних видів спорту 2023 — естафета 4x100 метрів комплексом (жінки)
Змагання з плавання в естафеті 4x100 метрів комплексом серед жінок на Чемпіонаті світу з водних видів спорту 2023 відбулися 30 липня 2023 року.

## Рекорди
Перед початком змагань світовий рекорд і рекорд чемпіонатів світу були такими:
| Світовий рекорд          | США | 3:50.40 | Кванджу (Південна Корея) | 28 липня 2019 |
| Рекорд чемпіонатів світу | США | 3:50.40 | Кванджу (Південна Корея) | 28 липня 2019 |

## Результати

### Попередні запливи
Попередні запливи розпочалися о 11:14 за місцевим часом.
| Місце | Заплив | Доріжка | Країна          | Плавчині | Час     | Примітки |
| ----- | ------ | ------- | --------------- | --- | ------- | -------- |
| 1     | 3      | 5       | Канада          | Інґрід Вілм (59.11) Софі Анґус (1:06.30) Меґґі Мак-Ніл (56.53) Мері-Софі Гарві (53.99)                             | 3:55.93 | Q        |
| 2     | 3      | 4       | США             | Кетрін Беркофф (58.56) Лідія Джейкобі (1:07.73) Торрі Гаск (57.42) Еббі Вейтцейл (52.60)                           | 3:56.31 | Q        |
| 3     | 2      | 5       | Швеція          | Мішель Колеман (1:01.51) Софі Ханссон (1:06.67) Луїс Ганссон (56.90) Сара Шестрем (52.41)                          | 3:57.49 | Q        |
| 4     | 2      | 4       | Австралія       | Медісон Вілсон (59.54) Еббі Гаркін (1:07.66) Бріанна Тросселл (57.72) Меґ Гарріс (52.82)                           | 3:57.74 | Q        |
| 5     | 2      | 3       | Нідерланди      | Кіра Туссен (1:00.57) Тес Схаутен (1:06.79) Кім Буш (58.46) Марріт Стінберген (51.99)                              | 3:57.81 | Q        |
| 6     | 2      | 6       | Китай           | Ван Сюеер (1:00.42) Янг Чанг (1:07.12) Ванг Юічун (57.17) У Цінфен (53.42)                                         | 3:58.13 | Q        |
| 7     | 3      | 3       | Франція         | Паулін Майо (59.82) Шарлотт Бонне (1:06.87) Марі Ваттель (57.08) Лісон Новачик (54.77)                             | 3:58.54 | Q        |
| 8     | 2      | 7       | Японія          | Ріо Сірай (1:00.60) Реона Аокі (1:06.57) Аі Сома (57.48) Рікако Ікее (53.93)                                       | 3:58.58 | Q        |
| 9     | 3      | 2       | Велика Британія | Лорен Кокс (59.79) Кара Ганлон (1:07.39) Лора Стівенс (58.66) Анна Гопкін (53.11)                                  | 3:58.95 |          |
| 10    | 2      | 2       | Польща          | Аделя Піскорська (1:00.47) Домініка Штандера (1:07.01) Пауліна Педа (58.57) Корнелія Ф'єдкевич (54.18)             | 4:00.23 | NR       |
| 11    | 3      | 6       | Італія          | Маргеріта Панцієра (1:00.60) Мартіна Карраро (1:06.39) Іларія Біанкі (59.08) Софія Моріні (54.60)                  | 4:00.67 |          |
| 12    | 3      | 8       | Німеччина       | Лаура Рідеманн (1:01.68) Анна Елендт (1:07.23) Анґеліна Келер (56.77) Неле Шульц (55.03)                           | 4:00.71 |          |
| 13    | 3      | 9       | Ірландія        | Деніелл Гілл (1:01.65) Мона Макшеррі (1:05.55) Еллен Волш (59.19) Вікторія Каттерсон (54.86)                       | 4:01.25 | NR       |
| 14    | 2      | 0       | Данія           | Юліє Кепп Єнсен (1:03.33) Теа Бломстерберг (1:06.92) Гелена Росендаль Бах (58.51) Сігне Бро (54.57)                | 4:03.33 |          |
| 15    | 1      | 6       | Бельгія         | Рос Ваноттердейк (1:00.91) Флорін Гаспар (1:09.14) Валентін Дюмон (59.09) Флер Вердонк (55.40)                     | 4:04.54 | NR       |
| 16    | 1      | 3       | Гонконг         | Стефані Ау (1:00.75) Шівон Хогі (1:07.49) Там Хой Лам (1:00.96) Камілла Чен (55.69)                                | 4:04.89 |          |
| 17    | 1      | 4       | Греція          | Теодора Драку (1:00.71) Елені Контогеоргу (1:10.23) Анна Нтунтунакі (58.26) Марія-Талія Драсіду (55.79)            | 4:04.99 |          |
| 18    | 2      | 1       | Південна Корея  | Лі Еун Джі (1:01.31) Квон Се Гьюн (1:09.94) Кім Со Йон (59.74) Гур Йон Гйон (54.17)                                | 4:05.16 |          |
| 19    | 3      | 7       | Ізраїль         | Авів Барзелай (1:02.13) Анастасія Горбенко (1:06.94) Леа Полонскі (1:00.48) Дарія Головатий (56.02)                | 4:05.57 |          |
| 20    | 3      | 0       | Іспанія         | Кармен Вейлер (1:01.46) Джессіка Валь (1:08.32) Паула Джусте (1:00.27) Айнгоя Кампабадаль (55.80)                  | 4:05.85 |          |
| 21    | 3      | 1       | Бразилія        | Юлія Гоес (1:03.96) Дженніфер Консейсан (1:08.48) Джованна Діаманте (59.32) Стефані Балдуччіні (54.10)             | 4:05.86 |          |
| 22    | 1      | 5       | Мексика         | Міранда Гранья (1:02.11) Мелісса Родрігес (1:08.80) Марія Хосе Мата (59.54) Афіна Менезес (56.40)                  | 4:06.85 | NR       |
| 23    | 2      | 9       | Таїланд         | Саовані Бонамфай (1:06.39) Фіангхан Павапотако (1:12.25) Камончанок Кванмуанг (1:01.97) Дженджира Срісаард (59.82) | 4:20.43 |          |
| 24    | 2      | 8       | Угорщина        | DNS | DNS     | DNS      |

### Фінал
Фінал відбувся о 21:37 за місцевим часом.
| Місце | Доріжка | Країна     | Плавчині                                                                                  | Час     | Примітки |
| ----- | ------- | ---------- | ----------------------------------------------------------------------------------------- | ------- | -------- |
| 1     | 5       | США        | Реган Сміт (57.68) Ліллі Кінг (1:04.93) Гретчен Волш (57.06) Кейт Дуглас (52.41)          | 3:52.08 |          |
| 2     | 6       | Австралія  | Кейлі Маккіон (57.91) Еббі Гаркін (1:07.07) Емма Маккеон (56.44) Моллі О'Каллаган (51.95) | 3:53.37 |          |
| 3     | 4       | Канада     | Кайлі Масс (58.74) Софі Анґус (1:06.21) Меґґі Мак-Ніл (55.69) Саммер Макінтош (53.48)     | 3:54.12 |          |
| 4     | 7       | Китай      | Ван Летіан (59.49) Тан Цяньтін (1:06.13) Чжан Юйфей (55.50) Чен Юйцзє (53.45)             | 3:54.57 |          |
| 5     | 3       | Швеція     | Мішель Колеман (1:01.08) Софі Ханссон (1:06.34) Луїс Ганссон (56.82) Сара Шестрем (52.08) | 3:56.32 |          |
| 6     | 8       | Японія     | Ріо Сірай (1:00.96) Сатомі Судзукі (1:05.73) Аі Сома (57.67) Рікако Ікее (53.66)          | 3:58.02 |          |
| 7     | 2       | Нідерланди | Кіра Туссен (1:00.34) Тес Схаутен (1:06.91) Кім Буш (58.88) Марріт Стінберген (51.96)     | 3:58.09 |          |
| 8     | 1       | Франція    | Паулін Майо (1:00.12) Шарлотт Бонне (1:06.78) Марі Ваттель (57.72) Лісон Новачик (54.62)  | 3:59.24 |          |